# Маримар
Маримар (шп. Marimar) мексичка је теленовела, продукцијске куће Телевиса, снимана током 1993. и 1994.
У Србији је приказивана током 1999. и 2000. на телевизији Пинк.

## Синопсис
Маримар је сиромашна, невина девојка, која живи са баком и деком на плажи океана у колиби. Она се заљубљује у Серхија, сина богатог човека, који из чистог хира пристаје да се ожени њоме упркос негодовању свог оца и маћехе. Серхио се временом искрено заљубљује у Маримар и одлази на неко време, како би зарадио новац и одвео своју вољену из дома свог оца, где Анхелика, његова маћеха, константно понижава Маримар. Кад он оде, Анхелика пријављује да јој је Маримар украла наруквицу, смешта је у затвор и наређује да се запали колиба њених баке и деке, који том приликом умиру. Потписујући се као Серхио, Анхелика шаље Маримар писмо у затвор у ком пише да је никада није волео.
Маримар излази из затвора затрована мржњом, решена да освети смрт баке и деке. Пут освете води је у Мексико Сити, где упознаје свог биолошког оца, који је, не знајући да му је она кћерка, учи како да постане дама.
Једом приликом она среће Серхија, заводи га, а потом одбија. Иако га искрено воли, верује да се он само поиграо њеним осећањима…

## Улоге
| Глумац:                 | Улога:                                          |
| ----------------------- | ----------------------------------------------- |
| Талија                  | Марија дел Мар Маримар Алдама Перез Беља Алдама |
| Едуардо Капетиљо        | Серхио Сантибањез                               |
| Чантал Андере           | Анхелика де Сантибањез                          |
| Гиљермо Гарсија Канту   | Бернардо Дуарте                                 |
| Алфонсо Итуралде        | Ренато Сантибањез                               |
| Рене Муњоз              | Отац Порес                                      |
| Мигел Палмер            | Густаво Алдама                                  |
| Марта Офелија Галиндо   | Доња Хосефина                                   |
| Рикардо Блуме           | Гувернер Фернандо Монтенегро                    |
| Ана Луиса Пелуфо        | Селва                                           |
| Хуан Карлос Серано      | Улисес                                          |
| Марсело Букет           | Родолфо Сан Хенис                               |
| Серана                  | Алина                                           |
| Амајрани                | Наталија Монтенегро                             |
| Ада Караско             | Мама Круз                                       |
| Фернандо Колунга        | Адријан Росалес                                 |
| Питука де Форонда       | Тета Есперанса                                  |
| Луис Гатика             | Чуи Лопез                                       |
| Данијел Гаври           | Артуро                                          |
| Кенија Гаскон           | Антонијета де Лопез                             |
| Тито Гизар              | Тата Панћо                                      |
| Тоњо Инфанте            | Никандро Мехија Назарио Мехија                  |
| Хулија Марикал          | Срце                                            |
| Ники Монделини          | Хема                                            |
| Франсес Ондивијела      | Бренда Иказа                                    |
| Марисол Сантакруз       | Моника                                          |
| Марта Замора            | Перфекта                                        |
| Индра Зуно              | Иносенсија Кастиљо Корсуера                     |
| Клаудија Ортега         | Пруденсија                                      |
| Рафаел дел Виљар        | Естебан                                         |
| Роса Анхела Балбо       | Еухенија                                        |
| Ортенсија Клавихо       | Бубашваба                                       |
| Меће Барба              | доња Клоринда                                   |
| Патрисија Навидад       | Исабел Естрада                                  |
| Армандо Калво           | Гаспар                                          |
| Лусеро Ландер           | адвокат Елена Завала                            |
| Рикардо Вера            | Роберто Пијастре                                |
| Карлос Бесерил          | Глас пса Пулгоса                                |
| Марија Фернанда Моралес | Глас паса Мими и Фифи                           |